# Old Golden Throat
Old Golden Throat je kompilacijski album Johnnyja Casha, objavljen 1968. u izdanju Columbia Recordsa. Album je zbirka singlova koji se, uz dvije iznimke, nisu pojavili na albumu (iznimke su "Still in Town" i "Tennessee Flat-Top Box"). Devet od četrnaest pjesama se pojavilo na Billboardovoj ljestvici country singlova.
Dvije pjesme s albuma - "I Got Stripes" i "Dark as a Dungeon" - Cash je izveo u zatvoru Folsom te su se u svibnju 1968. pojavile na njegovom slavnom albumu uživo At Folsom Prison. No, verzije koje se pojavljuju na ovom albumu snimljene su i objavljene 1959. i 1963.

## Popis pjesama
1. "I Got Stripes" (Cash, Charlie Williams) – 2:05
2. "A Certain Kinda Hurtin'" (Cash) – 2:03
3. "Little at a Time" (Cash, Gordon Terry) – 1:57
4. "All Over Again" (Cash) – 2:12
5. "Still in Town" (Harlan Howard, Hank Cochran) – 2:36
6. "Smiling Bill McCall" (Cash) – 2:07
7. "The Wind Changes" (Cash) – 2:49
8. "The Sons of Katie Elder" (Ernie Sheldon, Elmer Bernstein) – 2:35
9. "Dark as a Dungeon" (Merle Travis) – 2:29
10. "Tennessee Flat Top Box" (Cash) – 3:01
11. "The Matador" (Cash, June Carter) – 2:48
12. "Send a Picture of Mother" (Cash) – 2:53
13. "You Dreamer You" (Cash) – 1:49
14. "Red Velvet" (Ian Tyson) – 2:48

## Izvođači
- Johnny Cash - vokali
- Luther Perkins, Jack Clement, Johnny Western, Carl Perkins, Norman Blake - gitara
- Bob Johnson - lutnja/mandočelo/gitara
- Marshall Grant - bas
- Buddy Harman, W.S. Holland - bubnjevi
- Don Helms - steel gitara
- Shot Jackson - steel gitara/dobro
- Marvin Hughes, Floyd Cramer, Bill Pursell - klavir
- Charlie McCoy - harmonika
- Gordon Terry - gusle
- Maybelle Carter - čembalo
- Karl Garvin, Bill McElhiney - truba
- Lew DeWitt - zviždanje
- Anita Kerr, The Carter Family, The Statler Brothers - prateći vokali

## Ljestvice
Singlovi - Billboard (Sjeverna Amerika)
| Godina | Singl                     | Ljestvica        | Pozicija |
| ------ | ------------------------- | ---------------- | -------- |
| 1967.  | "The Wind Changes"        | Country singlovi | 60       |
| 1965.  | "The Sons of Katie Elder" | Country singlovi | 10       |
| 1964.  | "Dark as a Dungeon"       | Country singlovi | 49       |
| 1963.  | "The Matador"             | Country singlovi | 2        |
| 1961.  | "Tennessee Flat-Top Box"  | Country singlovi | 11       |
| 1960.  | "Smiling Bill McCall"     | Country singlovi | 13       |
| 1959.  | "You Dreamer You"         | Country singlovi | 13       |
| 1959.  | "I Got Stripes"           | Country singlovi | 4        |
| 1958.  | "All Over Again"          | Country singlovi | 4        |

## Vanjske poveznice
- Podaci o albumu i tekstovi pjesama